# Кодельская-Лашек, Тереса
Тереса Александра Кодельская-Лашек (пол. Teresa Aleksandra Kodelska-Łaszek, род. 13 января 1929 года, Варшава, ум. 17 ноября 2021 года, Варшава) — польская экономист, профессор, подпоручик (2001) Армии Крайовой, участница Варшавского восстания, горнолыжница, участница Зимних Олимпийских игр 1952 года в Осло.

## Биография
Её родители, Анна и Александр были известными архитекторами. Во время немецкой оккупации Тереса была членом подпольной организации Серые шеренги, принимала участие в акциях малого саботажа. Конспиративным псевдонимом Тересы был «Кинга». Как санитарка и связная участвовала в Варшавском восстании, воевала в районе Вавельского редута. После падения редута 11 августа 1944, перебралась по канализации в район Уяздовских аллей, в дальнейших боевых действиях не участвовала. После поражения восстания укрывалась в руинах Варшавы, была «варшавским Робинзоном». Покинула Варшаву 2 октября 1944 года. Её мать погибла во время восстания.
Окончила административно-торговый лицей в Кракове, затем поступила в Высшую коммерческую школу в Варшаве (с 1949 — Высшая школа планирования и статистики), которую окончила в 1951 году.
С 1946 до 1956 была членом спортивного клуба AZS (Варшава). Занималась горнолыжным спортом.
На взрослых чемпионатах Польши завоевала:
- Золотая медаль — слалом (1948, 1952), слалом-гигант (1952);
- Серебряная медаль — спуск (1948), альпийская комбинация (1948);
- Бронзовая медаль — спуск (1951), альпийская комбинация (1951), слалом (1954)[7].

В 1947 году победила в скоростном спуске на Мемориале Бронислава Чеха и Гелены Марусаж.
Выступила на Зимних Олимпийских играх 1952 года в Осло. В горнолыжных соревнованиях заняла 32 место в слаломе, 34 в слаломе-гиганте и не закончила выступление в скоростном спуске.
Большую часть профессиональной карьеры работала в Высшей школе планирования и статистики (с 1991 года снова Высшая коммерческая школа). Работала на факультете Экономики производства, в течение двух каденций была про-деканом по делам студентов. В 1964 году защитила докторскую диссертацию на тему: Планирование инвестиций в механизацию обобществленных ферм, куратором которой был Казимеж Сецомский, в 1974 году прошла хабилитацию на основе диссертации Потребности в сфере инвестиционного строительства высшего образования в Польше (текущее состояние и элементы прогноза). Занималась экономикой инвестиций в строительство. Работала доцентом, затем экстраординарным профессором. Вышла на пенсию в 1999 году, в последующие годы работала в Высшей школе бизнеса в Варшаве, позднее ставшей Варшавским училищем им. Марии Склодовской-Кюри.
В замужестве с ботаником Чеславом Лашеком (1930—2000) имела сына Яцека (род. 1954), который также преподавал в Высшей коммерческой школе. Её внук, экономист Александр Лашек.

## Награды
- Серебряный Крест Заслуги[2]
- Золотой Крест Заслуги[2]
- Медаль Комиссии Народного Образования (1985)[3]
- Кавалерский крест ордена Возрождения Польши (1987)[3]
- Грюнвальдский знак[3]
- Варшавский повстанческий крест[3]
- Крест Армии крайовой[3]
- в 2001 присвоено звание подпоручика AK
- медаль Kalos Kagathos (2009)